# F1死亡事故一覧
F1死亡事故一覧は1950年から始まったF1世界選手権のレースウィーク中に発生した死亡事故の一覧である。
なお、80年代前半まではF1の車体を使いながらも世界選手権に組み込まれていないレースがあったがそれらのレースで発生した死亡事故、またテスト中の死亡事故（パトリック・ドゥパイエやエリオ・デ・アンジェリスなど）は除外してある。

## ドライバーの死亡（観客等が同時に死亡したケースも含む）

### 1950年代
- 1953年インディ500（英語版）:チェット・ミラー（英語版）（カーティス・クラフト（英語版））
- 1954年ドイツグランプリ：オノフレ・マリモン（マセラティ）
  - ニュルブルクリンクで開催された予選において事故死。F1史初の死亡事故。
- 1955年インディ500（英語版）:マニー・アユロ（英語版）（カーティス・クラフト）、ビル・ブコビッチ（カーティス・クラフト）
- 1957年インディ500:キース・アンドリュース（カーティス・クラフト）
- 1958年インディ500:パット・オコナー（英語版）（カーティス・クラフト）
- 1958年フランスグランプリ：ルイジ・ムッソ（スクーデリア・フェラーリ）
  - 同僚であるマイク・ホーソーンとのバトル中にコースアウトし即死。F1本戦中では初のドライバーの死亡となる。
- 1958年ドイツグランプリ：ピーター・コリンズ（スクーデリア・フェラーリ）
  - マシンが横転し、車外に投げ出されて死亡。
- 1958年モロッコグランプリ：スチュアート・ルイス＝エヴァンズ（ヴァンウォール）
  - ホイールロックとエンジンブローを併発しコースアウトして横転しマシンが炎上。全身に重度の火傷を負い6日後に死亡。
- 1959年インディ500:ジェリー・アンサーJr.（英語版）（クズマ（英語版））、ボブ・コートナー（英語版）（コーニス（ポーランド語版））

### 1960年代
- 1960年ベルギーグランプリ：クリス・ブリストウ（BRP）とアラン・ステイシー（チーム・ロータス）
  - ブリストウはウィリー・メレス（スクーデリア・フェラーリ）との激しいバトルをしていたが、バーネンヴィルでコースを外れ、ほぼ直角にアームコ・バリアに激突。さらにそれを突き破って土手に衝突し大破した。バリアが鋭利な凶器と化し、下顎から上を切断されて即死した。
  - ステイシーはこの5周後にバードストライクに遭い即死。さらにそのまま暴走し、コース脇に飛び出して横転・炎上した。
  - このベルギーグランプリは予選中にもスターリング・モス（ロブ・ウォーカー）の両足骨折などの大事故が相次いだため、「暗黒の週末」と呼ばれている。
- 1961年イタリアグランプリ：ヴォルフガング・フォン・トリップス（スクーデリア・フェラーリ）
  - ジム・クラーク（チーム・ロータス）と接触しコースアウト。車外に投げ出されて即死。また、巻き込まれた観客14名も死亡。
- 1964年ドイツグランプリ：カレル・ゴダン・ド・ボーフォール（エキュリー・マールスベルゲン）
  - 予選中にコースアウト。2日後に死亡。
- 1966年ドイツグランプリ：ジョン・テイラー
  - スタート直後にジャッキー・イクス（ティレル）と接触してコースアウトし、マシンが炎上。救助隊と観客に助けられるも火傷がひどく、1ヶ月後に死亡。
- 1967年モナコグランプリ：ロレンツォ・バンディーニ（スクーデリア・フェラーリ）
  - シケインでクラッシュし炎上。救出に時間がかかったことが原因で3日後に死亡。救出に時間がかかったのは近くを飛んでいた取材ヘリコプターの巻き起こした風が救出の妨げになったと言われている。
- 1968年フランスグランプリ：ジョー・シュレッサー（ホンダ）
  - マシンがコントロールを失いクラッシュし炎上。この事故がきっかけとなりホンダの第一期F1活動は休止に追い込まれた。
- 1969年ドイツグランプリ：ゲルハルト・ミッター
  - 予選中のクラッシュで死亡。

### 1970年代
- 1970年オランダグランプリ：ピアス・カレッジ（フランク・ウィリアムズ・レーシングカーズ/デ・トマソ）
  - スピンしてガードレールを突き破り橋の欄干に激突。マシンが炎上した。
- 1970年イタリアグランプリ：ヨッヘン・リント（チーム・ロータス）
  - シーズン5勝を挙げてチャンピオン争いで首位にいたが、練習走行中にパラボリカでクラッシュし死亡。リントの死後、チームメイトのエマーソン・フィッティパルディが大活躍したことによりライバルはリントのポイントを上回ることができず、リントは死後にチャンピオンを獲得した唯一のドライバーとなった。
- 1973年オランダグランプリ：ロジャー・ウィリアムソン（マーチ・エンジニアリング）
  - この年F1にデビュー2戦目でタイヤトラブルからクラッシュ。マシンは裏返しとなって炎上し、消火作業の遅れにより焼死。親友であるデビッド・パーレイがレースを捨て、彼を助けに行ったことは有名である。
- 1973年アメリカグランプリ：フランソワ・セベール（ティレル）
  - 予選中に大クラッシュ。宙を舞ったマシンはガードレールの真上に落下し、首から下を縦に真っ二つに引き裂かれ即死。
- 1974年アメリカグランプリ：ヘルムート・コイニク（サーティース）
  - マシンがガードレールに激突。マシンがガードレールの下をくぐりぬけ、首を切断し即死。セベールの事故から丸一年の日に起こった事故であった。
- 1975年オーストリアグランプリ：マーク・ダナヒュー（ペンスキー）
  - ウォームアップ中にクラッシュ。2日後に脳溢血のため入院先の病院で死亡。
- 1977年南アフリカグランプリ：トム・プライス（シャドウ）
  - 路肩で炎上していたチームメイトのレンツォ・ゾルジのマシン処理のためにコースを横断したマーシャルを撥ねてしまい、そのマーシャルの持っていた消火器を顔面に受け即死。
  - 撥ねられたマーシャルは激しく回転しながら宙を舞い、地面に叩き付けられ即死した。事故の瞬間を写した映像はモータースポーツ史上で最も衝撃的な事故映像のひとつになっている（参照：トム・プライス#事故死）。
- 1978年イタリアグランプリ：ロニー・ピーターソン（チーム・ロータス）
  - スタート時の多重クラッシュで入院したが翌日死亡。医療ミスによる死亡説もある。

### 1980年代
- 1982年ベルギーグランプリ：ジル・ヴィルヌーヴ
  - スロー走行中のヨッヘン・マスのマシンに接触。宙を舞ったマシンが大破して車外に投げ出され、コース脇のフェンスに叩きつけられ死亡。
- 1982年カナダグランプリ：リカルド・パレッティ
  - 決勝のスタート直後、マシンがエンジンストールで停止していたポール・ポジションのディディエ・ピローニのマシンに追突。救助作業中にマシンが突如炎上して救助作業が難航し死亡。死因は焼死ではなく、追突の衝撃による胸郭打撲と思われる。

### 1990年代
- 1994年サンマリノグランプリ：ローランド・ラッツェンバーガー（シムテック）とアイルトン・セナ（ウィリアムズF1）
  - ラッツェンバーガーは予選2日目にマシンからフロントウイングが脱落し、ヴィルヌーヴコーナーのウォールに激突し即死。直前の周回にコースアウトしていたため、それが原因と考えられている。グランプリ開催期間中の死亡事故は12年ぶり、その他のF1マシンドライブ中でも1986年のエリオ・デ・アンジェリス以来8年ぶりとなった。
  - セナは決勝の7周目にタンブレロコーナーをコースアウト。コンクリートウォールへ一直線に突き刺さる形でクラッシュし、マシンは大破した。即座に救出活動が行われ病院に搬送されたが、サスペンションパーツの破片がヘルメットを貫通したことによる前頭部の損傷により死亡。詳細は アイルトン・セナの死 を参照のこと。

### 2010年代
- 2014年日本グランプリ：ジュール・ビアンキ（マルシャF1チーム）
  - 43周目、台風18号による雨の影響でダンロップ・コーナーでエイドリアン・スーティルがスピンしコースアウト、コース上では黄旗が振られた。その一周後、同じコーナーでビアンキもコースアウトしスーティルのマシンを撤去中だったホイールローダーの下部にマシンごと潜り込むような形で激突。ビアンキは頭を強打し意識を失い、四日市市の三重県立総合医療センターに救急搬送された。その後、フランスのニース大学付属病院に転院したが、2015年7月17日、急性硬膜下血腫のため意識を取り戻すことなく死亡した[1]。グランプリ開催期間中の事故に起因する死亡はセナとラッツェンバーガー以来21年ぶり、その他のF1マシンドライブ中でも2013年のマリーア・デ・ヴィロタ以来となった。ビアンキの死を悼みカーナンバー17はF1史上初の永久欠番となる[2]。

## ドライバー以外のみが死亡

### 1950年代
- 1953年アルゼンチングランプリ - 3位を走行していたジュゼッペ・ファリーナが、コースを横切った少年をはねた後、観客の中に突入。ファリーナは無事だったが、少年と観客合わせて10名が死亡。

### 1970年代
- 1975年スペイングランプリ - ヒルのロルフ・シュトメレンのマシンのリアウイングが脱落。マシンはコントロールを失って観客席に突っ込み、観客4名が死亡。シュトメレンは重傷を負った。
- 1977年日本グランプリ - フェラーリのジル・ヴィルヌーヴとティレルのロニー・ピーターソンが接触。宙を舞ったヴィルヌーヴのフェラーリは、立ち入り禁止区域に無断侵入していた観客の集団の中に落下した。この事故で、観客1名と、観客たちに退去を促していた警備員1名の計2名が死亡。ヴィルヌーヴは無事だった。

### 1980年代
- 1981年ベルギーグランプリ - 金曜日のフリー走行中にオゼッラのメカニックがピットウォールから転落。ピット内を走行中のカルロス・ロイテマンのマシンが避けきれず接触し、メカニックはレース翌日の月曜日に死亡した。

### 2000年以降
- 2000年イタリアグランプリ – レース1周目に、フェラーリのルーベンス・バリチェロ、マクラーレンのデビッド・クルサードら7台が絡む事故が発生したが、この事故により、マシンから飛んだタイヤの直撃を受けたコースマーシャルの1人が死亡。
- 2001年オーストラリアグランプリ – スタート直後に発生したラルフ・シューマッハとジャック・ヴィルヌーヴのクラッシュにより吹き飛んだタイヤが、フェンスの隙間をすり抜けてボランティアで参加していたコースマーシャルに直撃し死亡。
- 2013年カナダグランプリ – レース終盤、コースアウトしたザウバーのエステバン・グティエレスのマシンを撤去作業中のクレーン車に、コースマーシャルが轢かれて死亡した。マーシャルは無線機をクレーン車のそばに落として拾おうとしたが、これにクレーン車が気付かず轢かれたものである[3]。